# Chrysopogon queenslandi
Chrysopogon queenslandi är en tvåvingeart som beskrevs av Ricardo 1912. Chrysopogon queenslandi ingår i släktet Chrysopogon och familjen rovflugor. Inga underarter finns listade i Catalogue of Life.